# 溪湖老街

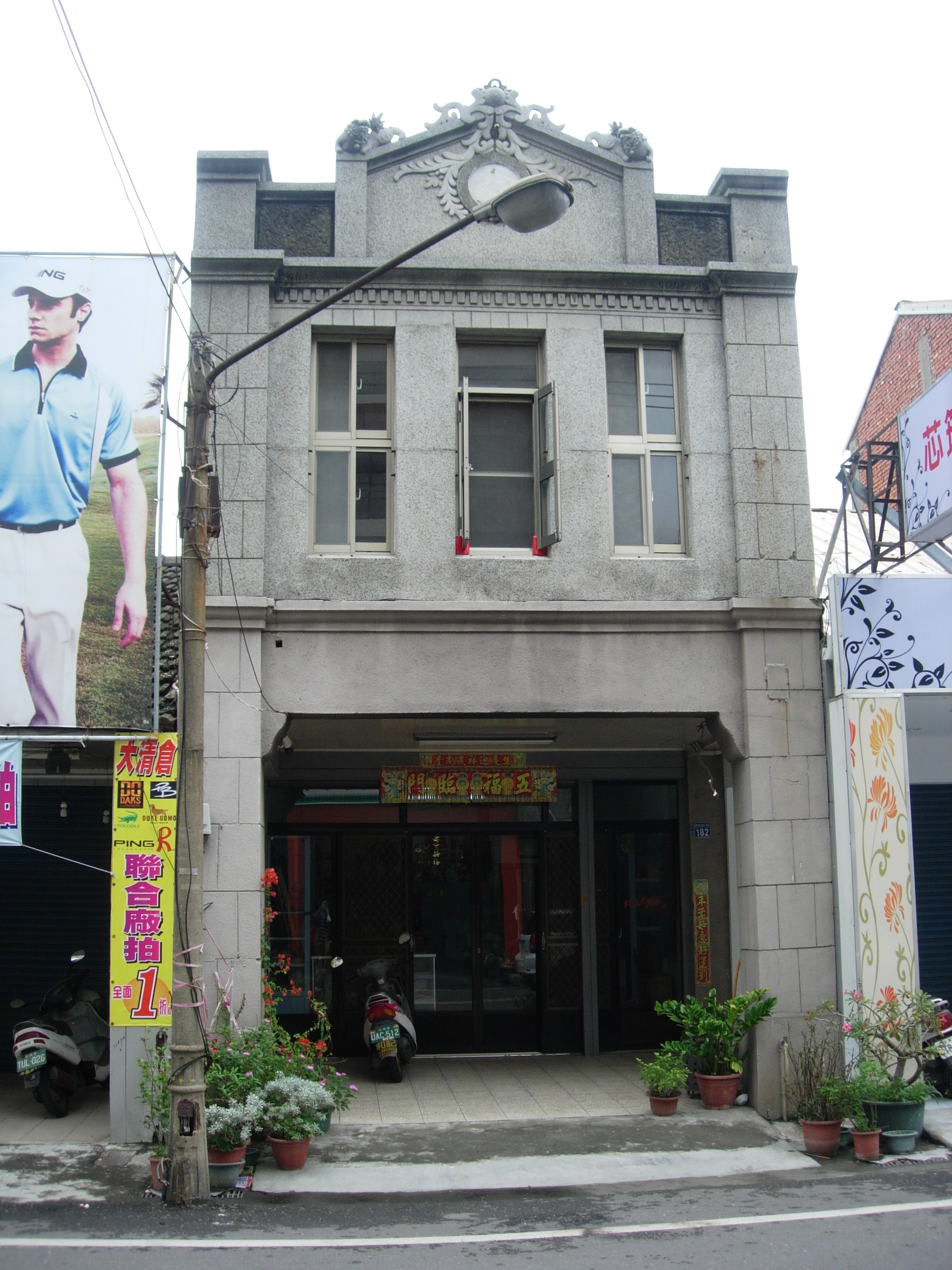
溪湖老街

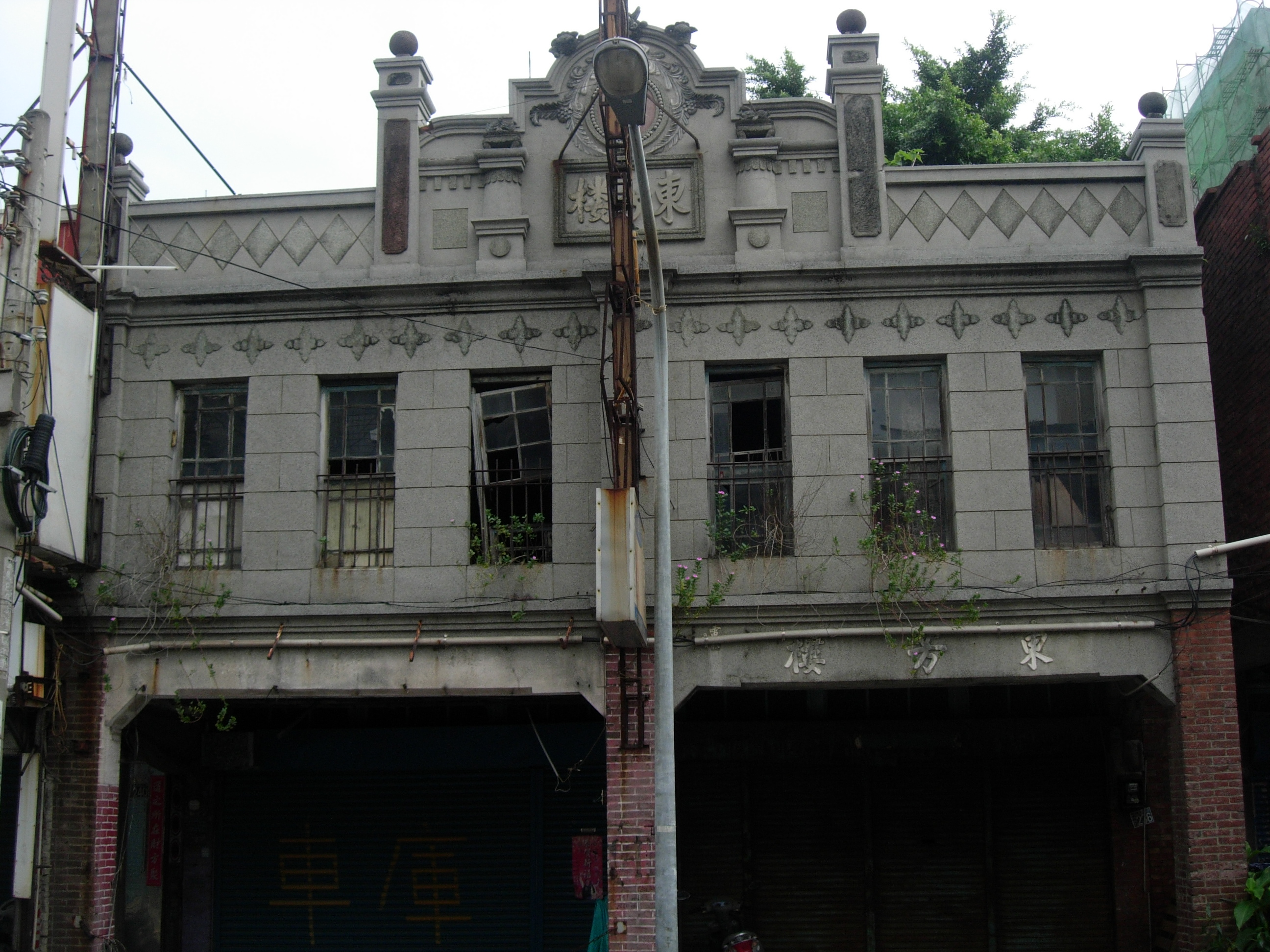
東芳樓

溪湖老街又稱溪湖中街，位在台灣彰化縣溪湖鎮，以員鹿路三段（南北向）為主，此路段上也是另一古蹟溪湖庄役場的所在地，以本路段為中心，太平街、彰水路三段、員鹿路三段（東西向）、二溪路一段等路段都是老街屋的分佈區，較著名的有已被拆除的東芳樓（酒樓）、溪湖新醫院等。

## 簡介
溪湖是鹿港、彰化、員林、二林、西螺等地往來道路的交會點，又是農產集散中心，街道在此環境下形成於員鹿路，沿著福安宮前發展。日治初期街道呈現「工」字形，而後在糖廠的帶動下，街道往南延伸，在庄役場北側是高消費商家的聚集處。

## 資料來源
1. ↑  賴志彰. . 彰化縣彰化市: 彰化縣立文化中心. 1998年: 191. ISBN 957-02-1105-9.